# Xã Bennington, Michigan
Xã Bennington (tiếng Anh: Bennington Township) là một xã thuộc quận Shiawassee, tiểu bang Michigan, Hoa Kỳ. Năm 2010, dân số của xã này là 3.168 người.